# توشی‌یوکی نیشیدا
توشی‌یوکی نیشیدا (انگلیسی: Toshiyuki Nishida؛ ۴ نوامبر ۱۹۴۷ – ۱۷ اکتبر ۲۰۲۴) بازیگر و خواننده اهل ژاپن بود.
از فیلم‌ها یا برنامه‌های تلویزیونی که وی در آنها نقش داشته است، می‌توان به امپراتور، مدرسه، جاده ابریشم، سریال افسانه شینگن (در نقش کانسوکه یاماموتو) اشاره کرد.